# Andrejci
Andrejci (madžarsko Andorhegy) so naselje v Občini Moravske Toplice.